# Jean-Jacques Burnel
Jean-Jacques Burnel, detto JJ (Notting Hill, 21 febbraio 1952), è un musicista, cantante e produttore discografico britannico, di origine francese da parte di entrambi i genitori.
Dal 1974, ovvero dalla fondazione, è un membro del gruppo The Stranglers.

## Discografia

### Con The Stranglers
- 1977 - Rattus Norvegicus
- 1977 - No More Heroes
- 1978 - Black and White
- 1979 - The Raven
- 1981 - The Gospel According to the Meninblack
- 1981 - La Folie
- 1983 - Feline
- 1984 - Aural Sculpture
- 1986 - Dreamtime
- 1990 - 10
- 1992 - Stranglers in the Night
- 1995 - About Time
- 1997 - Written in Red
- 1998 - Coup de Grace
- 2004 - Norfolk Coast
- 2006 - Suite XVI
- 2012 - Giants
- 2021 - Dark Matters

### Altri album
- 1979 - Euroman Cometh
- 1983 - Fire and Water (Ecoutez Vos Murs) (con Dave Greenfield)
- 1988 - Un Jour Parfait
- 2005 - Gankutsuou: The Count of Monte Cristo – Original Soundtrack (con Kasamatsu Kouji)